# ماستاني
ماستاني، (بالإنجليزية: Mastani، بالمراثية: मस्तानी)، (وُلِدت في عام 1699 بِماو ساهانيا، بوندلخاند - وتُوفيّت في عام 1740 بِقرية بابال، بونه)، أميرة هندية مُسلمة شيعية، كانت إما ابنة نظام آساف جاه الأول من حيدر أباد أو تشاتراسال بونديلا من بونديلخاند. كانت زوجة بيشوا باجي راو الثانية رتب الزواج بهدف تعزيز العلاقات الدبلوماسية مع إمبراطورية المراثا. اشتهرت بِجمالها ودلالها وفروسيتها وشجاعتها كما اشتهرت بِرقصها حتى قيل إنها كانت تُلقب بين أوساط الهنود بِالراقصة الساحِرة. علاقتها داخل عائلة المراثا البراهمة هي موضع إعجاب وجدل على حد سواء وكيفت بصورة جيدة في الروايات والسينما الهندية.
عُرِفت بِقصة حُبِها المأساويّة مع زوجها الهندوسي باجي راو الأول، وقد شُغِفَ الناس بِرومانسيتهم واعتنى المؤرخين بِتدوين أخبارها وأيامها مع باجي راو وتواترت الأقاويل والروايات عنها وعنه، وقد وصَفَ المؤرخين ماستاني بـ «الفتاة المسلمة المتأثرة بالبيشوا».

## الحياة المُبكرة
كان هُناك مدينة هندوسية اسمها بوندلخاند، وكان لها ملِكاً هندوسياً يُدعى مهراجا تشهاتراسال تزوج هذا الملِك امرأة فارسية مسلمة تُدعى روحانيباي وأنجب مِنها في عام 1699 ابنة وهيّ ماستاني، رغم كون والدها هندوسي إلا أنها فضلت الإسلام على الهندوسية فخالفت دين والدها واعتنقت الإسلام، وعندما كبرت ماستاني اشتهرت بالجمال والدلال والبهاء والدهاء، كانت إضافة إلى ذلك بارعة في الشِعر والرقص الهندي القديم والغناء وكانت تُجيد ركوب الخيل ورمي السهام والمُبارزة بالسيوف كما عُرِفت بِشجاعتها وفروسيتها. كان والدها مؤسس دولة بانّا.
وهُناك رواية أُخرى تقول أنّ ماستاني لم تكُن ابنة الملك مهراجا تشهاتراسال بل قيل أنه في عام 1724 حدثت حرب بين الملك مهراجا تشهاتراسال وبين ملك مُسلم يُدعى شجاعت خان، انتهت الحرب بفوز الملك مهراجا تشهاتراسال وقُتِل الملك شجاعت خان في الحرب وكان لدى شجاعت خان ابنة وهيّ ماستاني، بعد قتل شجاعت خان في الحرب وقعت ابنته ماستاني في الآسر وعندما أحضروها إلى الملك مهراجا تشهاتراسال أُعجِب بها وقرر تبنيها وتربيتها بنفسه كإبنة له. وهُناك رُوّاية أُخرى تقول أنّ ماستاني كانت مُجرد راقصّة تعيش في بلاط قصر الملِك مهراجا تشهاتراسال. وهُناك رواية رابعة لأصلها وهيّ أنَّ مهراجا تشهاتراسال لم يتزوج الفارسية روحانيباي بل إنَّ روحانيباي راقصّة فارسية من حيدر آباد وكانت ترقص في بلاط قصر مهراجا تشهاتراسال فأصبحت عشيقته وأنجبت له ابنة هيّ ماستاني وأنَّ ماستاني كبرت وتربت في قصر مهراجا تشهاتراسال والدها ولم تكُن تُعامل على أنها أميرة وابنة للملك لأنها ابنة غير شرعية له لذا قامت أُمها روحانيباي بتربيتها ونشأت على الإسلام واعتنقته بينما تركت دين والدها الهندوسية ولكن هذه الروايات لم يقبلها أغلب المؤرخين ورجحوا أنّ ماستاني ابنته من زوجته الفارسية فعلاً ومن مؤيدي هذه الرواية المؤرخة الهندية المعاصرة كوسوم تشوبرا التي تقول أنَّ الملك مهراجا تشهاتراسال كان رجلاً مُسالماً لديه أحلاماً بجمع المسلمين والهندوس ولم يكُن متعصباً دينياً وقد تزوج مسلمة فارسية اسمها روحانيباي وأنجبت منه ماستاني وقد كان والدها مُنفتحاً وسابقاً لعصره وجعلها تختار الدين الذي تُريده فاختارت الإسلام على الهندوسية فرضي بذلك ولم يعارضها بشيء لتسامحه.

## زواجها منباجي راو

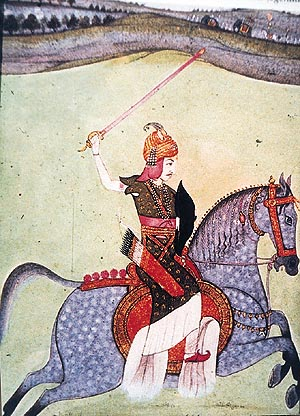
تصوير لِباجي راو.

في عام 1727 وقيل في عام 1728 قام أمير الله أباد المغولي محمد خان بنجاش بِغزو مدينة بوندلخاند ولكن الملك مهراجا تشهاتراسال أمر بِغلق أبواب وطرق المدينة لذا فرض عليها الأمير محمد خان بنجاش الحِصار، وأثناء الحِصار كان باجي راو يخوض أحد المعارك مع جيشه في مكان قريب من مدينة بوندلخاند لذا قام الملك مهراجا تشهاتراسال بإرسال رسالة سرية إليه يطلب منه المساعدة والنجدة والإنقاذ من الجيش الإسلامي المغولي، عندئذٍ توجه باجي راو بجيشه إلى المدينة وهزم جيش محمد خان بنجاش وأعاد عرش بوندلخاند إلى مهراجا تشهاتراسال.
عند ذلك قام مهراجا تشهاتراسال بِمُكافأة باجي راو عن طريق إعطاءه ثلث مملكته بِما في ذلك مدينة جانسي وساگار، ووعده بأن يرسل له الجزية سنوياً، أثناء تواجد باجي راو مع مهراجا تشهاتراسال آتت ماستاني حتى تشكر باجي راو على إنقاذه إياهم فوقع باجي راو أسيراً في غرامها، وعندما رأى الملك مهراجا تشهاتراسال الحُب في عيون باجي راو قرر أن يُكافئه أيضاً بِتزوجيه ابنته الأميرة ماستاني.
تزوّج باجي راو من ماستاني أثناء إقامته في بوندلخاند ولم يُخبر أحداً، كان كُلّ شيء مِثالياً إذ انتهت قصة حُبّ باجي راو وماستاني بالزواج والارتباط ولكن المشاكل لم تبدأ بعد وذلك لعدة أسباب مِنها أن باجي راو هندوسي متدين وماستاني مسلمة وأيضاً لأن باجي راو مُتزوج أصلاً من امرأة هندوسية تُدعى كاشيباي ولديه منها طفلان ولا يوجد في الهندوسية ما يُسمى تعدد الزوجات مثلما يوجد في الإسلام.

## إنتقالها إلىامبراطورية ماراثا
أخذ باجي راو زوجته الجديدة ماستاني إلى مملكته وكان الأمر بمثابة صاعقة بالنسبة للجميع لكونه تزوج مرة ثانية ولكون زوجته الثانية مسلمة، لم يكترث باجي راو بشيء من هذا وتحدى الجميع وأخبرهم أنّه يستحيل أن يترك زوجته ويتخلى عنها مهما حدث.
بعد ذلك عمّت الفوضى عند كل طبقات مدينة بونه التي كانت العاصمة آنذاك وخصوصاً الطبقة الراقية والثرية، لم يآبه لذلك باجي راو الذي كان حينئذٍ هائماً في عالم ماستاني وقام بإعطاء الركن الشمالي الشرقي من قصره المُسمى «شانيوار ادا» لِماستاني ثُمّ في عام 1734 قام بِبناء قصر كبير لِماستاني أطلق عليه اسم «ماستاني محل» وقد فعل ذلك لأن عائلته لا تُحبها، بعد سنة من الزواج وُلَدت ماستاني ابنها الأول لِباجي راو ثُمّ لم تمر فترةً طويلة حتى حملت مرة أُخرى وأنجبت ولداً أخراً لِباجي راو.
مرت السنين وكان باجي راو دائم المُلازمة لِماستاني وعندما كان يُسافر في حملاته الحربية كان يأخذ ماستاني معه حتى لا يشتاق لها ويفقدها ويأخذ كاشيباي أحياناً معهما أيضًا، رغم كُلِّ ما حدث كان باجي راو يحمل حُباً في قلبه لِزوجته كاشيباي وكان يحترمها كثيراً ويُقدر تضحيتها بشكلٍ كبير وكان يُحاول دائماً جعلها لا تشعر وكأنها في المرتبة الثانية أمام ماستاني ولكنه شيئاً فشيئاً هجرها وتركها حتى أصبح زوجها إسمياً فقط بينما ظلت كاشيباي زوجةً مُحِبة ومُخلصة ووفية له وبقيت بعد كل ما فعله تُكرس حياتها له حتى مات ولم يكُن لديها أيّ حقدٍ تجاه ماستاني على العكس كانت في فترة من فترات حياتها بمثابة صديقة لها ولكن الظروف هيّ من ساهمت في ظهور بعض الخلافات بينها وبين ماستاني مما أدى إلى ابتعادهما عن بعضهما كثيراً، لدرجة أن باجي راو لم يستطع أن يجمع بينهما ثانيةً.
لم تمضي تلك السنين بهدوء بل كانت عاصفة بالمشاكل لأنّ المُجتمع الماراثي والعائلة الملكية وعائلة باجي راو والقادة والأُمراء والسياسيون والكهنة رفضوا هذا الزواج ولم يتقبلوه وحاولوا قدر الإمكان إبعاد ماستاني عن باجي راو وتدمير زواجهم وتفريقهم ولكن كُل مرة يفشلون في هذا فشلاً كبيراً وكانوا يُنادون ماستاني بِالعشيقة والخليلة والمحظية رغم كونها تُعتبر زوجة باجي راو بشكل قانوني. وعِندما ولَدت ماستاني ابنها الأول من باجي راو قامت بتسميته باسم عربي إسلامي لذا استغل السياسيون المعارضون لِباجي راو هذا الأمر وغضبوا لذلك مما جعل باجي راو يُغير اسمه إلى شمشير بهادور. ولمّا أراد باجي راو جعل ابنه من البراهمة قام بِتلقيبه كريشنا راو ولكن الكهنة عارضوا ذلك ورفضوا قبوله وفعل الطقوس له مُنددين بإنه ليس هندوسياً نقياً وكاملاً لأن أُمّه مسلمة.

## التآمر على ماستاني
عندما يأسوا الكهنة والسياسيون والعامة من تفريق باجي راو وماستاني وفشلت مؤامراتهم، تحركت عائلته من أجل ذلك خصوصاً عندما رأت رادها باي والدة باجي راو أن ابنها أهمل زوجته الأولى كاشيباي فغضبت جداً لذلك فطلبت من تشيماجي أبا أخ باجي راو أن يُبعد ماستاني عن باجي راو، حاول تشيماجي أبا تفريق باجي راو وماستاني عن طريق التآمر ولكنه فشل في ذلك وقيل أنّه حاول نفي ماستاني مِن امبراطورية ماراثا ولكن كُل محاولاته في ذلك باءت بالفشل الذريع، بعد ذلك قرر بلاجي باجي راو ابن باجي راو من زوجته الأولى كاشيباي التدخل في الأمر فحاول بلاجي باجي راو تهديد وإجبار ماستاني على ترك والده ولكنه فشل أيضاً، وكان لدى باجي راو أختان لا تطيقان ماستاني وهُما أنوباي وبهيوباي حاولا هاتين الأختان إيذاء ماستاني قدر الإمكان ولكن كانت ماستاني تنجو دائماً من خططهما، اجتمعت عائلة باجي راو على كراهية ماستاني بمن فيهم ابنه بلاجي باجي راو وأخيه تشيماجي أبا وأعمامه ووالدته رادها باي وأخواته الإثنتين أنوباي وبهيوباي وكانوا يخافون من تأثير ماستاني الكبير على باجي راو فوصل بهم الأمر إلى محاولة قتلها عدة مرات، وفي كثير من المرات نجحوا في إبعاد ماستاني عن باجي راو وذلك لعدة أسباب منها نجاح مؤامرات عائلة باجي راو أحياناً وأيضًا بسبب الضغط الكبير على باجي راو إذ أنّه كان يتعرض لضغط شديد من رجال الدين الهندوس والشعب الذي بدأ يبغضه فماستاني بالنسبة لهم كانت مُجرد ساحرة وراقصة تُقيم علاقة محرمة مع رجل متزوج وسرقته من زوجته وأطفاله لذا كان باجي راو أحياناً يخضع للناس وعائلته رجال الدين وكان هذا سبب من الأسباب التي جعلته يبني قصراً لماستاني وهو قصر ماستاني محل الإسطوري وهذا القصر اليوم تمَّ تحويله لمتحف يزوره السياح، وقد بنى القصر قريباً من قصر «شانيوار ادا» حتى يزورها متى ما شاء، وشيئاً فشيئاً بسبب محاولات العائلة تفريق ماستاني وباجي راو وبسبب استغلال كارهو ومعارضو حكم باجي راو لنقطة ضعفه وهو عشقه لماستاني اضطر باجي راو وأجبر نفسه على الابتعاد عن ماستاني لفترات طويلة ولكنه لم يكُن يستطيع السيطرة على نفسه فيرجع لها.
بسبب علاقة ماستاني وباجي راو غير المستقرة وعدم اعتراف أي أحد بشرعية زواجهما وخوف باجي راو من زوال ملكه وانقلاب الثوار عليه أصبح باجي راو مُدمِناً للخمر يشربه ليلاً نهاراً خصوصاً عندما يفترق عن ماستاني وبدأ يهمل واجباته الملكية ويمضي أغلب وقته في حملاته العسكرية التي كانت بمثابة المنفذ له من كل شيء إذ الحملات والمعارك العسكرية كانت مصدر سعادته ففيها يبتعد عن كاشيباي وأولاده وعائلته ويأخذ ماستاني ليكون معها وحيداً، خلال فترات افتراق ماستاني وباجي راو كانوا يتلاقون سراً بدون عِلم أي أحد وقد كان هذا حالهم لسنوات يلتقون سراً ولفترات صغيرة.
وفي إحدى المرات قامت أُمّه رادها باي بتدبير مكيدة لماستاني جعلت باجي راو يترك ماستاني رُغماً عنه فساءت حالته أكثر وزادت تعاسته وزاد مع ذلك شربه للخمور فساءت صحته ولزم الفِراش بسبب مرضه وترك مكانه كحاكم فاضطربت امبراطورية ماراثا فطمع الأعداء بغزوها واحتلال أراضيها، وعندما سمع باجي راو بالأمر لم يهتم بتاتاً إذ بسبب ابتعاده عن ماستاني تدمر كلياً، في المقابل ماستاني لم تكن حالتها جيدة بعيداً عن زوجها وحاولت كثيراً الوصول لباجي راو ومقابلته ولكنها لم تستطع لكونها تحت المراقبة من تشيماجي أبا والأمراء الآخرين، استجمع باجي راو قواه ولم يستطع البُعد عن ماستاني أكثر وبطريقة ما أعاد الوضع كما كان في البداية حيثُ عادت ماستاني للعيش في القصر معه وأعلن باجي راو عدم أنّه لا يهتم إن كان هذا سينهي حكمه أو يُغضب الإمبراطور والعائلة الملكية منه ويجعل الكهنة يخرجونه من الهندوسية ويعلنونه عدواً لهم ولا يهتم برضا أُمّه وعائلته بالأمر ولكنه لن يتركها ثانيةً، وفي هذه الأثناء اكتشف باجي راو أنّ أخيه تشيماجي أبا حاول قتل ماستاني قبلاً فهرب تشيماجي أبا إلى الإمبراطور شاهوجي وطلب منه الحماية من بطش أخيه باجي راو الذي كان مُستعداً لإعدامه بسبب ذلك.

## سجنها
في أواخر عام 1739 اضطر باجي راو ترك مملكته والذهاب في حملة عسكرية ولم يستطع أخذ ماستاني معه كعادته لذا ذهب وتركها وحيدة حول اعدائها، ما أن خرج باجي راو حتى انفردت عائلته بالإمبراطورية واستغلوا غيابه من أجل الانتقام من ماستاني حيثُ أنّ أخيه تشيماجي أبا وابنه الأكبر بلاجي باجي راو كانوا قد أعدوا خطة ماكرة من أجل الإيقاع بِماستاني والسيطرة على عرش امبراطورية ماراثا، وعندما رحل باجي راو تحرك ابنه وأخيه من أجل تنفيذ الخطة وأول ما قاموا به هُوّ طرد ماستاني من القصر الملكي وسجنوها في برج معزول، استطاعت ماستاني من إرسال رسالة سرية إلى باجي راو تخبره فيها بالانقلاب الذي حصل وتستنجد المساعدة منه وما أن عَلِم باجي راو بِذلك حتى قرر العودة ولكنه لسوء حظه سقط مريضاً في الفراش بطريق العودة، حاولت ماستاني الهرب من السجن في 4 نوفمبر، 1739 ولكنها فشلت.

## وفاتها
كان مرض باجي راو خطيراً بحيث أنّه لم يستطع القيام من الفراش لإنقاذ ماستاني، وقد مضت شهوراً انتظرت ماستاني فيها عودة زوجها وفي 28 أبريل، 1740 آتى إليها الرسول الحزين يحمل لها خبر موت باجي راو الذي كان آنذاك يبلُغ من العمر 40 عاماً فقط وقد استمرت فترة حكمه 20 عاماً ثُمّ أصبح ابنه الأكبر بلاجي باجي راو الحاكم من بعده، كانت هُناك أقاويل أن مرضه لم يكن طبيعياً بل كان سُم وضعه له ابنه بلاجي باجي راو وأخيه تشيماجي أبا.
عندما عَلِمت ماستاني بِموت باجي راو لم تحتمل ذلك الأمر فماتت بعدهـ مُباشرة حزناً وكمداً عليه.

### سبب الوفاة
في الهند هناك رواية شعبية تقول أنّ ماستاني عندما سمعت بخبر موته قتلت نفسها عن طريق تناول سم كان موجوداً في خاتمها، ورواية أُخرى تقول إنها انتحرت عن طريق رمي نفسها في النار التي كانت تحرق جثة زوجها، ولكن الأصح أنها ماتت من الحزن عليه والباقي من كونها انتحرت مجرد أساطير شعبية عند الهنود.

## قبرها
تمَّ حرق جثة باجي راو في 28 أبريل، 1740 كما يفعل الهندوس، ونُثِر رمادهـ في نهر نارمادا. أما ماستاني فقد غُسِلت وكُفِنت على الطريقة الإسلامية ودُفِنت في قرية بابال الواقعة قرب مدينة بونه. وقد نبش قبر ماستاني في عام 2009 مِن قِبل اللُصُوص الذين كانوا يظنون أنهم قد يجدون داخله مجوهرات ثمينّة.

## أبناء ماستاني
أنجبت ماستاني طفلان مِن باجي راو أكبرهم اسمه شمشير بهادور وهو الذي رفض الكهنة تعميده وإعلانه كهندوسي واعتباره من البراهمة لأن أُمّه مُسلمة، وهذا الابن كان قائداً عسكرياً مشهوراً بِبسالته وشجاعته وقد قُتِل في عام 1761 أثناء قيادته لِمعركة بانيبات وكان عُمره آنذاك 27 عاماً.
والابن الثاني لِماستاني وباجي راو كان اسمه علي بهادور وعلي هذا عاد إلى مملكة جده الملك مهراجا تشهاتراسال وقام بِتوحيدها وبناءها من جديد وأصبح ملكاً على بوندلخاند والمناطق المُحيطة بها وكان مُسلماً مُتديناً اشتهر بالعدل والخير ولم يذكره أحداً مِن المؤرخين إلا بذكرٍ حميد.

## ماستاني في السينما والتلفزيون
- عام 2010 قامت قناة "ETV" بِبث سلسلة بعنوان باجيراو وماستاني تتحدث عن قصة حُب باجي راو وماستاني.
- في بدايات التسعينيات تمَّ إنتاج مُسلسل عنوانه راو وكان باللغة المراثية، تمَّ اقتباسه من رواية تاريخية تروي قصة حياة ماستاني وباجي راو بعنوان "NS Inamdar".
- عام 1955 تمَّ إنتاج مُسلسل من إخراج أمباني ديساي يتحدث عن باجي راو وماستاني وكان بعنوان «ماستاني».[15]
- عام 2015 سيتم إصدار فيلم تاريخي من النوع الرومانسي الدرامي بعنوان باجيراو ماستاني من إخراج المُخرج القدير سانجاي ليلا بهنسالي الذي قام بإخراج فيلم ديفداس الذي كان من بطولة آيشواريا راي وشاروخ خان، وفيلم مسرحية من الرصاص: رام-ليلا وفيلم هم ديل دي تشوك سانام الذي كان من بطولة آيشواريا راي وسلمان خان وأجاي ديفجان، سيكون هذا الفيلم من بطولة رانفير سينغ بدور باجي راو، وديبيكا بادكون بدور ماستاني الزوجة الثانية المسلمة، وبريانكا تشوبرا بدور كاشيباي الزوجة الأولى الهندوسية.[16]

## ماستاني في الثقافة الشعبية
تُعتبر ماستاني في ثقافة شعوب شبه القارة الهندية بِمثابة أيقونة للرقص والجمال والعشق، وتكاد قصتها تُنافس قصة شاه جهان مع زوجته ممتاز محل وأيضاً كثيراً ما يتذكر الناس قصة جلال الدين محمد أكبر المسلم وزوجته جودا باي الهندوسية، وذلك لعدة أسباب مِنها ما تمَّ روايتها عن جمال ماستاني ورقصها وغنائها وقد كثِرت هذه القصص والحكايات التي تُبالغ في كثير من الأحيان، وتواترت الأقاويل عن ولع باجي راو بها وعن حبه لها، ومِما جعل ماستاني تُصبح أسطورة هُوّ ما تمَّ تناقله من الأغاني والأشعار الرومانسية المنسوبة إليها، الكثير مِن الأسباب جعلت ماستاني في الثقافة الهندية مِثل كليوباترا في الثقافة الفرعونية والرومية ومِثل ليلى العامرية حبيبة مجنونها قيس بن الملوح في الثقافة العربية والفارسية.

### قراءة إضافية
- D. G. Godse Mastānī, Pôpyulara Prakāśana, 1989, (بالماراثية)
- Anne Feldhaus. Images of women in Maharashtrian society. SUNY Press (1998), ص. 70.
- Stewart Gordon. The New Cambridge History of India vol. 2 part 4: The Marathas 1600-1818. Cambridge University Press (1993),ص. 130.